# 朗克里克 (北卡羅萊納州)
朗克里克（英語：Long Creek）是位於美國北卡羅萊納州彭德縣的普查規定居民點。

## 人口
根據2020年美國人口普查的數據，朗克里克的面積為5.22平方千米，當中陸地面積為5.21平方千米，而水域面積為0.01平方千米。當地共有人口277人，而人口密度為每平方千米53.07人。